# Hadrovci (Kiseljak, BiH)
Hadrovci  je naseljeno mjesto u općini Kiseljak, Federacija Bosne i Hercegovine, BiH.

## Stanovništvo

### 1991.
Nacionalni sastav stanovništva 1991. godine, bio je sljedeći:
ukupno: 65
- Hrvati - 64
- Muslimani - 1

### 2013.
Nacionalni sastav stanovništva 2013. godine, bio je sljedeći:
ukupno: 12
- Hrvati - 11
- Bošnjaci - 1

## Poznate osobe
- Anđeo Franjić, zaslužni franjevac, jedan od najzaslužnijih franjevaca za razvoj i promicanje franjevačkog školstva[3]